# Kai Winding
(J. J. Johnson)
Kai Winding (all'anagrafe: Kai Chersten Winding) (Aarhus, 18 maggio 1922 – New York, 6 maggio 1983) è stato un trombonista e compositore statunitense, soprattutto noto per la sua collaborazione con J. J. Johnson.

## Biografia
Danese di nascita, Winding nel 1934 emigrò con la sua famiglia negli Stati Uniti. Diplomatosi nel 1940 alla Stuyvesant High School di New York, iniziò nello stesso anno una carriera come trombonista nell'orchestra di Shorty Allen, cui seguirono ingaggi con Sonny Dunham e Alvino Rey. Durante la Seconda guerra mondiale Kai fu arruolato nella banda della Guardia Costiera degli Stati Uniti.
Dopo la guerra, Winding entrò nell'orchestra di Benny Goodman e poi in quella di Stan Kenton. Nel 1949 fu assunto da Miles Davis e partecipò alle prime sessioni di Birth of the Cool: Kai compare su 4 delle dodici tracce originali (le altre otto furono suonate da J. J. Johnson) Nel 1950, seguendo il consiglio del produttore Ozzie Cadena, formò un duo con J.J. Johnson che produsse varie registrazioni di successo, prima per la Savoy Records e in seguito per la Columbia Records. In molte di queste registrazioni, Kai figura come arrangiatore e compositore. Alla Columbia, Kai ebbe occasione di sperimentare diverse strumentazioni per i complessi di ottoni, utilizzando anche un trombonium (strumento ibrido tra trombone e eufonio) in una registrazione in ottetto.
Nel corso degli anni 1960, Kai passò alla Verve Records incidendo alcuni famosi album jazz-pop con il produttore Creed Taylor.  La sua registrazione più nota di questo periodo è forse More, che fu il tema conduttore della colonna sonora del film Mondo cane, per l'arrangiamento e la direzione di Claus Ogerman.  Nel periodo Verve, Kai continuò i suoi esperimenti e incise come solista. Si ricorda anche un album di musica country inciso assieme all complesso vocale Anita Kerr Singers.  Alla fine di questa decade, Kai seguì Creed Taylor nella sua nuova casa editrice, la A&M/CTi, incidendo almeno altri due album con J.J. Johnson. Eseguì anche Oltre l'amor di Antonio De Paolis.
Kai continuò a registrare nel corso degli anni 1970 e all'inizio degli anni 1980, in genere con editori indipendenti. Nello stesso tempo si dedicò all'insegnamento - tenendo seminari e scrivendo testi didattici per il trombone - e ai concerti dal vivo, e intraprese una tournée in Giappone con J.J. Johnson.
Winding morì di tumore cerebrale a New York nel 1983.